# De koning van Zevenbergen
De koning van Zevenbergen is een sprookje uit Oost-Vlaanderen.

## Het verhaal
Bruno gaat tot zijn twintigste naar school en ook daarna leest hij veel op zijn kamer, misschien waren het wel toverboeken. Zijn vader wil dat hij een pint drinkt of gaat kaartspelen en haalt de jongen over. Bruno verliest veel geld, maar zijn vader zegt hier niks van. Al snel is er een fortuin verspeeld en op een avond zet hij zijn laatste honderdduizend frank in. Hij verliest alles en loopt bedroefd naar huis. Hij komt een man tegen en vertelt wat er is gebeurd. De man geeft hem een kaartspel, waarmee hij altijd zal winnen. Hij moet zijn handtekening in een boek zetten en over precies een jaar moet hij op dezelfde plek terugkomen. De man vertelt dat hij de koning van Zevenbergen is.
Bruno gaat terug naar zijn kameraden en ze spelen een nieuw spel. Na een tijdje heeft Bruno al het geld gewonnen en hij gaat naar huis. Bruno gaat elke avond in een andere herberg spelen en niemand kan van zijn toverkaarten winnen. Het jaar is bijna om, maar Bruno weet niet waar de koning van de Zevenbergen woont. Ook zijn vrienden weten dit niet, een bedelaar vertelt hem dat hij naar een groot bos moet. In het bos wonen drie kluizenaars en zij kunnen de jongen vast vertellen waar de koning van de Zevenbergen woont. De eerste kluizenaar woont drie boogschoten diep in het bos. Hij slaat zijn boek open en er verschijnen vissen voor hem, maar geen enkele vis weet waar de koning woont.
De tweede kluizenaar woont honderd mijlen dieper in het bos en de eerste kluizenaar gooit een bolletje voor Bruno uit. Het bolletje blijft rollen en Bruno komt bij de tweede heremiet. Bruno mag blijven slapen en de volgende dag vraagt hij of deze kluizenaar weet waar de koning van de Zevenbergen woont. De kluizenaar kijkt in zijn boeken en ondervraagt al het lopend gedierte, maar geen enkel beest weet waar deze koning woont. De kluizenaar verwijst Bruno naar zijn oudste broer, die nog honderd mijlen verder in het bos woont. Met een bolletje rijdt Bruno verder en 's avonds komt hij bij het huisje. Ook de vogels weten niet waar het land van de koning van de Zevenbergen ligt.
De arend komt pas laat en vertelt dat hij de drie mooie dochters van de koning van de Zevenbergen nog heeft zien baden. Ze zijn in zwanen omgetoverd en daarom kwam de arend zo laat. De arend moet met Bruno naar de vijver vliegen en moet alles vertellen wat hij over de koning van de Zevenbergen weet. Na enkele uren komt Bruno bij het kasteel en hoort dat de koning een listig tovenaar is. Bruno verbergt de kleren van de jongste koningsdochter en verbergt zich achter het struikgewas. Als de zwanen opvliegen, trekken twee hun jurkje aan en veranderen in meisjes. Het jongste meisje blijft zwaan en Bruno zegt haar dat ze haar kleren krijgt als ze belooft hem bij te staan en hem bij haar vader brengt.
Het meisje loopt voor en Bruno moet precies in haar voetstappen lopen, anders breekt hij zijn nek. Het meisje waarschuwt Bruno altijd achter de tovenaar te blijven. Bruno gaat naar binnen en geeft de tovenaar zijn kaarten terug. De koning vertelt dat Bruno de volgende dag drie werken moet uitvoeren, pas als dit klaar is mag hij vertrekken. Bruno moet een groot bos rooien, het hout klieven en kappen en opzetten in mijten. Hij moet de grond met haver bezaaien en dit moet 's avonds een voet hoog zijn. Bruno krijgt een schop, bijl, zaag en hakmes van glas. Als hij in het bos komt, breekt de bijl en Bruno gaat aan de voet van een boom zitten. Om klokslag twaalf brengt Bertha, het jongste zwanenmeisje, hem eten.
Hij eet en drinkt wat en legt zijn hoofd in haar schoot om te rusten, hij hoort veel gekraak en het waait. Na vijf minuten is het stil en het werk is klaar, al het hout is in mijten gezet en de haver is een halve voet hoog. Bruno moet om zeven uur in het kasteel komen, maar mag niks eten van wat de tovenaar hem aanbiedt. De koning biedt hem eten, drinken en een pijpje aan. De volgende dag moet Bruno een kasteel bouwen, Bruno wacht geduldig op Bertha. Klokslag twaalf brengt ze hem weer eten en hij legt zijn hoofd weer in haar schoot. Na vijf minuten is het kasteel klaar en 's avonds gaat Bruno naar de koning. Opnieuw slaat hij eten, drinken en het pijpje af. De volgende dag vertelt de koning dat zijn vrouw zestig jaar geleden een diamanten ring in de vijver verloren is.
Bruno moet de ring terughalen en krijgt een kruiwagen, een schepper en een kuip van glas. Hij gaat naar de vijver en slaapt tot Bertha hem zijn eten brengt. Bertha vertelt dat Bruno haar in kleine stukjes moet hakken en dit met een wan in de vijver gieten moet. De jongen wil het brave lieve meisje niet vermoorden, maar het meisje dringt aan. Alle stukjes worden in het water gedaan en al snel komt er een hand boven water met een diamanten ring. Al snel wordt de hand een arm en er komt een bovenlijf mee. Bertha staat weer voor hem en zegt dat Bruno niet alle stukjes in het water heeft gegooid, ze mist een lid van haar kleine vinger van de rechterhand. Ze vertelt dat Bruno 's avonds een vrouw moet kiezen en hij moet goed letten op haar verminkte vinger.
Bruno gaat 's avonds naar het kasteel en toont de ring aan de koning. De koning is verbaasd over de macht van de jongen en wil toch dat hij nog een proef doorstaat. Geblinddoekt moet hij zijn vrouw kiezen uit de drie meisjes en hij kiest het jongste meisje elke keer. De koning stelt het huwelijk drie dagen uit in de hoop Bruno uit de weg te ruimen. Bertha zegt dat ze moeten vluchten en Bruno moet 's nachts het slechtste paard uit de stal halen, bij elke stap legt het driehonderd mijl af. Bertha geeft haar papegaai de opdracht te antwoorden als haar vader of moeder roepen. Pas om tien uur 's ochtends horen Bruno en Bertha een onweer opkomen en dit is de koningin.
Bertha verandert het paard in een kapel, zichzelf in een Lieve Vrouwke en Bruno wordt een biddende man. De koningin spreekt de biddende man aan en hij zegt alleen "bid voor ons". Driemaal krijgt de koningin hetzelfde antwoord en ze vliegt naar huis. Ze vertelt haar man wat er is gebeurd en deze zegt dan dat de kapel het paard geweest is. Opnieuw vliegt de donderwolk door de lucht en Bertha verandert het paard in een akker, zichzelf in een ploeg en Bruno wordt een boer. Bij elke vraag van de koningin moet Bruno antwoorden: "elke boer is een slaaf". De koningin vertelt thuis wat er is gebeurd en de koning heeft door hoe het zit. Dan verandert de koning zichzelf in een dondervlaag en tegen de avond ziet hij de vluchtelingen.
Bertha verandert het paard in water, zichzelf in een schip en Bruno wordt schipper. De koning zegt al het water op te drinken, maar dan komt er een stem uit het water. Het water zal in de maag van de koning gaan koken en de koning zal dan sterven. De koning gaat naar huis en de vluchtelingen komen in het land van Bruno. Hij gaat naar het dorp van zijn ouders en Bertha wacht in de herberg. Bertha waarschuwt nog dat hij alles zal vergeten als iemand hem kust. Bruno vertelt zijn ouders over zijn bruid en gaat rusten. In zijn slaap kust zijn moeder hem en als hij wakker wordt, is hij alles vergeten. Bertha wacht dagenlang en verhuurt zichzelf na een tijd als dienstmeid op een hoeve. Ze hoort dat Bruno met een ander meisje zal trouwen en gaat naar de kerk.
Bertha doet haar gouden jurk aan en iedereen ziet haar. De bruid vindt het gouden jurk prachtig en wil dat Bruno de jurk voor haar koopt. Bruno gaat naar de vrouw en zij vertelt dat het niet te koop is voor geld. Als ze drie nachten aan de deur van de slaapkamer van de bruidegom mag zitten, schenkt ze de jurk. De moeder geeft Bruno de eerste twee nachten een slaapdrank en hij hoort niks. Maar een bediende luistert naar de woorden van het meisje en vertelt Bruno wat er is gebeurd. Bruno neemt de derde nacht geen slaapdrank en hij herkent de zoete stem van Bertha. Hij herinnert alles en de volgende dag vertelt hij zijn bruid dat hij een andere vrouw gekozen heeft. Bruno trouwt met Bertha en misschien leven ze nog, want er is nog niet over hun dood gesproken.

## Achtergronden
- In De trommelslager worden de opdrachten ook door het meisje volbracht terwijl de held met zijn hoofd in haar schoot rust.
- In De duivel met de drie gouden haren laat de duivel zich luizen met zijn hoofd op schoot van zijn grootmoeder, op deze manier worden drie vragen beantwoord. Ook hier wordt de jongen gekust en wil de nieuwe bruid een mooi gewaad van het meisje, waarna ze voor de deur van de bruidegom mag overnachten.
- Er bestaat een Nederlandse variant van dit sprookje met als benaming De magische vlucht. Hierin zoekt Arthur de koning van de Zevenbergen na de afspraak elkaar opnieuw te ontmoeten na een jaar en een dag na de eerste ontmoeting. Arthur wordt bij de derde heremiet door een struisvogel geholpen. Hij moet deze vogel vlees voeren als het kwaakt, maar komt tekort tijdens de reis. Hij snijdt een stuk van zijn eigen bil en komt zo toch nog in het kasteel aan. Bij de proeven wordt geholpen door Hortense, de jongste dochter. Het paar krijgt een voorsprong tijdens de vlucht doordat de moeder pas na de derde keer door heeft dat het de sprekende papegaai is die op haar vragen antwoordt. Ze huren een huis en Arthur laat zich niet door zijn ouders kussen, maar in zijn slaap doet een tante dit toch. Twee kameraden overnachten bij Hortense, zonder het gewenste resultaat. Als ook Arthur bij haar blijft slapen, krijgt hij zijn geheugen terug[1].